# GloboNews em Pauta
GloboNews Em Pauta é um programa de televisão produzido desde 2010 pelo canal pago GloboNews. 
Entre 2010 e 2019 o programa foi apresentado por Sérgio Aguiar. Passou a ser apresentado por Marcelo Cosme após a saída de Aguiar da Globo.

## Produção
O enfoque principal é a análise mais aprofundada dos fatos marcantes do dia, com comentários feitos por jornalistas localizados em São Paulo, Brasília, Buenos Aires e Nova York, que analisam os temas abordados através de um telão no estúdio, que pode apresentar até quatro deles simultaneamente. Eventualmente, tanto algum dos comentaristas, como um convidado podem estar no estúdio junto ao apresentador. O programa é exibido de segunda a sexta-feira das 20h às 22h00.

## Jornalistas

### Apresentador
- Marcelo Cosme

### Comentaristas
- Demétrio Magnoli (Política e economia)[3]
- Eliane Cantanhêde (Política e economia)[4]
- Guga Chacra (Internacional)[5]
- Jorge Pontual (Internacional)[6]
- Sandra Coutinho (Internacional)[7]
- André Trigueiro (Sustentabilidade)[8]
- Marcelo Lins (Internacional)[9]
- Ariel Palacios (Internacional)[10]
- Flávia Oliveira (Política e economia)[11]
- Joel Pinheiro (Política e economia)[12]
- Gerson Camarotti (Política e economia)[13]